# Danielle Earle
Pour les articles homonymes, voir Danielle et Earle.
Danielle Earle est une réalisatrice, scénariste et productrice américaine.

## Filmographie
| année | film                                | réalisatrice | scénariste | productrice | notes           |
| ----- | ----------------------------------- | ------------ | ---------- | ----------- | --------------- |
| 2011  | Brooklyn Is in Love                 | Oui          | Oui        | Oui         | série télévisée |
| 2015  | The Haunted Mind of an Insomniac    | Oui          | Oui        | Oui         | court métrage   |
| 2015  | Mad About the Boy                   | Oui          | Oui        | Oui         | long métrage    |
| 2015  | Lover's Game                        | Oui          | Oui        | Oui         | long métrage    |
| 2015  | L.G.B.T. Love Stories (segment "L") | Oui          | Oui        |             | long métrage    |
| 2016  | Letters to Frankie                  | Oui          | Oui        | Oui         | long métrage    |